# Фудзинами (1943)
«Фудзинами» — японский эсминец типа «Югумо». Название в переводе с японского: «Волна цветения глицинии».

## Служба
Эсминец заложен на верфи «Фудзинагата», в городе Осака. Спущен 20 апреля 1943 года, вошёл в строй 31 июля 1943 года. Участвовал в Филиппинской морской кампании. В сражении в заливе Лейте «Фудзинами» сопровождал 2-й флот адмирала Курита Такэо. «Фудзинами» понес незначительный ущерб от воздушных атак морской авиации США 24-25 октября. В  сражении у острова Самар 25 октября «Фудзинами» был направлен на помощь тяжелому крейсеру «Тёкай», он взял на борт оставшихся в живых членов экипажа, после чего уничтожил тонущий крейсер торпедой.
27 октября 1944 года «Фудзинами» был потоплен американской авиацией с TG38 у острова Ило в точке 12°00′ с. ш. 122°30′ в. д..